# Тјерци (Авелино)
Тјерци је насеље у Италији у округу Авелино, региону Кампанија.
Према процени из 2011. у насељу је живело 35 становника. Насеље се налази на надморској висини од 378 м.